# League of Ireland Premier Division (2011)
League of Ireland Premier Division 2011 (znana jako SSE Airtricity League Premier Division ze względów sponsorskich) była 27. edycją najwyższej klasy rozgrywkowej piłki nożnej w Irlandii pod tą nazwą, a 91. mistrzowskimi rozgrywkami w ogóle.
Brało w niej udział 10 drużyn, które w okresie od 4 marca do 28 października 2011 rozegrały 36 kolejek meczów. 
Sezon zakończył baraż o utrzymanie w Premier Division. Tytuł mistrzowski obroniła drużyna Shamrock Rovers, zdobywając drugi tytuł z rzędu a siedemnasty w swojej historii.

## Drużyny
| Uczestnicy poprzedniej edycji | Uczestnicy poprzedniej edycji | Uczestnicy poprzedniej edycji | Uczestnicy poprzedniej edycji |
| --- | ----------------------------- | ----------------------------- | ----------------------------- |
| SHR | Shamrock Rovers               | Dublin                        | 1                             |
| BOD | Bohemian F.C.                 | Dublin                        | 2                             |
| SRS | Sligo Rovers                  | Sligo                         | 3                             |
| SFI | Sporting Fingal               | Dublin                        | 4                             |
| STP | St. Patrick’s Athletic        | Dublin                        | 5                             |
| DUN | Dundalk F.C.                  | Dundalk                       | 6                             |
| UCD | University College Dublin     | Dublin                        | 7                             |
| DRU | Drogheda United               | Drogheda                      | 10                            |
| po barażach |                               |                               |                               |
| GAU | Galway United                 | Galway                        | 8                             |
| BRW | Bray Wanderers                | Bray                          | 9                             |
| Awans z First Division 2010 |                               |                               |                               |
| DER | Derry City                    | Derry                         | 1                             |
| Oznaczenia: - kolumna pierwsza – skróty nazw drużyn, - kolumna trzecia – siedziba klubu, - kolumna czwarta – miejsce zajęte w poprzednim sezonie. |                               |                               |                               |

## Tabela
| Lp. | Drużyna                 | M  | Z  | R  | P  | B+ | B-  | +/– | Pkt | Kwalifikacja lub spadek                      |
| --- | ----------------------- | -- | -- | -- | -- | -- | --- | --- | --- | -------------------------------------------- |
| 1   | Shamrock Rovers (M)     | 36 | 23 | 8  | 5  | 69 | 24  | +45 | 77  | Liga Mistrzów UEFA • II runda kwalifikacyjna |
| 2   | Sligo Rovers (P)        | 36 | 22 | 7  | 7  | 73 | 19  | +54 | 73  | Liga Europy UEFA • II runda kwalifikacyjna   |
| 3   | Derry City              | 36 | 18 | 14 | 4  | 63 | 23  | +40 | 68  | [ i ]                                        |
| 4   | St Patrick’s Athletic   | 36 | 17 | 12 | 7  | 62 | 35  | +27 | 63  | Liga Europy UEFA • I runda kwalifikacyjna    |
| 5   | Bohemians               | 36 | 17 | 9  | 10 | 39 | 27  | +12 | 60  | Liga Europy UEFA • I runda kwalifikacyjna    |
| 6   | Bray Wanderers          | 36 | 15 | 6  | 15 | 53 | 50  | +3  | 51  |                                              |
| 7   | Dundalk                 | 36 | 11 | 11 | 14 | 50 | 53  | −3  | 44  |                                              |
| 8   | UCD                     | 36 | 10 | 4  | 22 | 42 | 80  | −38 | 34  |                                              |
| 9   | Drogheda United         | 36 | 7  | 4  | 25 | 32 | 77  | −45 | 25  |                                              |
| 10  | Galway United (B, S, W) | 36 | 1  | 3  | 32 | 20 | 115 | −95 | 6   | Baraż o Premier Division                     |

1. ↑  UEFA odmówiła drużynie Derry City dopuszczenia do rozgrywek Ligi Europy. Europejska Federacja Piłki Nożnej podjęła taką decyzję, ponieważ klub został postawiony w stan likwidacji nieco ponad dwa lata temu[3].
2. ↑  Galway United spadł z ligi po barażu. 13 grudnia 2011 wycofał wniosek o licencję na sezon 2012[4][5][6].

## Wyniki
| Gospodarz \ Gość      | BOH | BRW | DER | DRO | DUN | GAL | SHM | SLI | StP | UCD | BOH | BRW | DER | DRO | DUN | GAL | SHM | SLI | StP | UCD |
| --------------------- | --- | --- | --- | --- | --- | --- | --- | --- | --- | --- | --- | --- | --- | --- | --- | --- | --- | --- | --- | --- |
| Bohemians             |     | 1–1 | 0–2 | 1–0 | 0–1 | 0–1 | 1–1 | 0–0 | 0–1 | 1–0 |     | 2–1 | 0–1 | 2–0 | 3–1 | 2–0 | 0–1 | 0–3 | 0–0 | 2–0 |
| Bray Wanderers        | 1–3 |     | 1–2 | 2–1 | 1–5 | 2–0 | 1–0 | 0–0 | 0–1 | 2–1 | 1–2 |     | 1–2 | 1–2 | 1–0 | 4–0 | 1–2 | 0–3 | 0–3 | 4–0 |
| Derry City            | 3–0 | 1–1 |     | 2–0 | 2–0 | 6–0 | 0–0 | 0–1 | 1–1 | 7–0 | 0–0 | 1–1 |     | 2–2 | 0–0 | 4–0 | 1–0 | 0–0 | 2–0 | 2–1 |
| Drogheda United       | 0–1 | 0–1 | 2–2 |     | 1–2 | 1–1 | 0–4 | 0–3 | 1–4 | 0–1 | 0–2 | 1–4 | 0–3 |     | 2–2 | 1–0 | 0–1 | 0–3 | 4–3 | 3–1 |
| Dundalk               | 0–0 | 0–0 | 1–0 | 1–2 |     | 3–2 | 1–1 | 1–1 | 1–2 | 3–1 | 1–3 | 2–2 | 0–2 | 1–0 |     | 6–1 | 1–2 | 1–1 | 0–2 | 2–0 |
| Galway United         | 0–2 | 0–3 | 1–4 | 1–2 | 0–3 |     | 0–1 | 0–1 | 0–3 | 0–0 | 0–3 | 0–6 | 0–3 | 1–2 | 2–2 |     | 2–3 | 0–8 | 0–2 | 3–4 |
| Shamrock Rovers       | 1–0 | 0–1 | 1–1 | 3–0 | 3–1 | 4–0 |     | 1–0 | 2–0 | 3–1 | 1–1 | 5–2 | 1–0 | 4–0 | 2–2 | 4–0 |     | 1–2 | 1–0 | 6–0 |
| Sligo Rovers          | 1–2 | 3–1 | 3–0 | 2–0 | 1–0 | 3–0 | 0–1 |     | 2–0 | 4–0 | 1–2 | 3–0 | 1–1 | 2–0 | 5–0 | 7–1 | 2–0 |     | 0–0 | 4–2 |
| St Patrick’s Athletic | 0–0 | 2–3 | 1–1 | 3–0 | 3–2 | 5–2 | 0–0 | 2–1 |     | 1–1 | 1–1 | 1–0 | 1–1 | 4–0 | 2–2 | 6–1 | 1–1 | 1–0 |     | 2–2 |
| UCD                   | 0–2 | 0–1 | 0–2 | 2–1 | 0–2 | 3–0 | 1–6 | 2–1 | 1–3 |     | 2–0 | 1–2 | 2–2 | 5–4 | 3–0 | 2–1 | 1–2 | 0–1 | 2–1 |     |

## Baraż o Premier Division
Monaghan United wygrał w dwumeczu 5-1 z Galway United baraż o miejsce w Premier Division na sezon 2012.
| 1 listopada 2011 | Monaghan United                        | 2:0   | Galway United |                                                      |
| 20:45            | Michael Isichei 13' · Seán Brennan 87' | (1:0) |               | Kingspan Century Park, Monaghan Sędzia: Derek Tomney |

| 4 listopada 2011 | Galway United   | 1:3   | Monaghan United                            |                                                             |
| 20:45            | Alan Murphy 82' | (0:2) | 26', 33' Declan O'Brien · 51' Ryan Brennan | Terryland Park, Galway Widzów: 1435 Sędzia: Padraigh Sutton |

## Najlepsi strzelcy
| Bramki | Strzelcy          | Drużyna               |
| ------ | ----------------- | --------------------- |
| 22     | Éamon Zayed       | Derry City            |
| 20     | Eoin Doyle        | Sligo Rovers          |
| 15     | Danny North       | St Patrick’s Athletic |
| 15     | Gary Twigg        | Shamrock Rovers       |
| 13     | Mark Quigley      | Dundalk               |
| 12     | Matthew Blinkhorn | Sligo Rovers          |
| 11     | Chris Fagan       | Bohemians             |
| 10     | Karl Sheppard     | Shamrock Rovers       |

Źródło: .

## Stadiony
| Bohemians       |
| --------------- |
| Dalymount Park  |
| Pojemność: 3640 |
|                 |

| Bray Wanderers   |
| ---------------- |
| Carlisle Grounds |
| Pojemność: 3250  |
|                  |

| Derry City         |
| ------------------ |
| Brandywell Stadium |
| Pojemność: 3700    |
|                    |

| Drogheda United  |
| ---------------- |
| Hunky Dorys Park |
| Pojemność: 3500  |
|                  |

| Dundalk         |
| --------------- |
| Oriel Park      |
| Pojemność: 4500 |
|                 |

| Galway United   |
| --------------- |
| Terryland Park  |
| Pojemność: 5000 |
|                 |

| St Patrick’s Athletic |
| --------------------- |
| Richmond Park         |
| Pojemność: 5340       |
|                       |

| Shamrock Rovers  |
| ---------------- |
| Tallaght Stadium |
| Pojemność: 8000  |
|                  |

| Sligo Rovers    |
| --------------- |
| Showgrounds     |
| Pojemność: 3873 |
|                 |

| UCD             |
| --------------- |
| UCD Bowl        |
| Pojemność: 3000 |
|                 |

Źródło: .